# Сања Кужет
Сања Кужет (Београд, 9. август 1983) српска је телевизијска водитељка, новинарка и глумица.

## Биографија
Сања Кужет рођена је у српској породици као кћи оца Милована, завичајно из Далмације и мајке Верице из Црне Горе. Има старију сестру Сандру.
Поред основне, похађала је и музичку и балетску основну школу, одсек клавир и Дванаесту београдску гимназију. Студирала је географију и завршила међународну пословну економију. Бавила се плесом, моделингом и глумом.
Своју каријеру започела је 2003. године као водитељка на БК ТВ, али убрзо након гашења телевизије, прелази да води временску прогнозу у Јутарњем програму на Пинк ТВ. Као глумица се опробала 2006. године када је тумачила улогу Сенке у домаћој хорор-комедији Шејтанов ратник. Исте године имала је епизодну улогу у тинејџерској комедији У доба невиности. Године 2012. почиње да ради као водитељка Бинга. Највећу пажњу јавности добила је као водитељка музичког такмичења Звезде Гранда, након чега је уследио ауторски пројекат Хало, хало на Гранд ТВ.

## Филмографија
| Год.  | Назив           | Улога |
| ----- | --------------- | ----- |
| 2006. | Шејтанов ратник | Сенка |
| 2007. | Доба невиности  | Сенка |